# Кучера, Лукаш
Лукаш Кучера (чеш. Lukáš Kucsera; род. 9 сентября 1991 года, Опава, Чехословакия) — чешский хоккеист, нападающий клуба «Оломоуц».

## Карьера
Воспитанник чешского клуба «Витковице», выступал в составе юниорской и молодежной команд в элитных лигах Чехии соответствующего возраста. В сезоне 2010/11 годов играл за клуб «Дукла» (Йиглава), с 2011 по 2013 год выступал за «Оломоуц». В 2013 году вернулся в родной «Витковице», в котором провёл следующие 6 сезонов. Сезон 2019/2020 отыграл в составе команды «Комета» (Брно). В 2020 году вернулся в «Оломоуц», за который и выступает по настоящее время.
Выступал на престижном турнире Кубок Шпенглера в 2012 и 2013 годах.

## Достижения
- Серебряный призёр чемпионата Чехии 2011